# Neoathyreus tortuguerensis
Neoathyreus tortuguerensis là một loài bọ cánh cứng trong họ Geotrupidae. Loài này được Howden & Solis miêu tả khoa học năm 1995.